# SINSEKAI STUDIO
SINSEKAI STUDIO（しんせかいスタジオ、深脊界スタジオ）は、日本のインディーズレーベル・マネジメント組織KAMITSUBAKI STUDIOより新たに派生した新しいクリエイティブレーベル。

## 概要
2021年11月18日に設立。「THINKR」、「バンダイナムコフィルムワークス」、「pulse」の三社協業で取り組む、クリエイティブレーベル。
2023年7月、KAMITSUBAKI STUDIOに統合され「SINSEKAI RECORD」となった。

## 所属アーティスト

### VIRTUAL ARTIST
- VALIS（ヴァリス）
  - CHINO（チノ）
  - MYU（ミュー）
  - NEFFY（ネフィ）
  - NINA（ニナ）
  - RARA（ララ）
  - VITTE（ヴィッテ）
- Albemuth
- 存流 -ᴀʀᴜ-
- 明透 -ᴀsᴜ-

### ARTIST/CREATOR
- 跳亜（tobia）
- 雨宿り
- ORESAMA
- 水野あつ[注 1]
- 雄之助[注 1][注 2]
- MIMI[注 1]
- とあ[注 1]
- 詩道 (shido410)

### CREATOR FARM
- Sooda
- 梓川（Azusagawa）[注 1]
- HiFi-P[注 1][注 3]